# تأثير التضليل
يحدث تأثير التضليل عندما يصبح استدعاء الشخص للذكريات العرضية أقل دقة بسبب معلومات ما بعد الحدث. على سبيل المثال، في دراسة نُشرت في عام 1994، عُرِض على المشاركين في التجربة واحدة من سلسلتين مختلفتين من الشرائح التي تصور طالبًا جامعيًا في مكتبة الجامعة، مع تغيير كائنات مختلفة من نفس النوع في بعض الشرائح. على سبيل المثال، تُظهِر أحد الشرائح مفك براغي بينما يُظهر الآخر مفتاح صوامل، مع إشارة السرد الصوتي المصاحب للشرائح إلى الشيء على أنه أداة فقط دون تحديدها بالاسم. في المرحلة الثانية، طُلِبَ من المشاركين قراءة وصف سردي للأحداث في الشرائح مع ذكر اسم معين للأداة، لكن سيكون اسم الأداة غير صحيح في نصف المرات. أخيرًا، في المرحلة الثالثة، كان على الأشخاص ذكر خمسة أمثلة لأنواع معينة من الأشياء –كالأدوات مثلًا– ولكن طُلِب منهم ذكر أمثلة لأدوات لم يروها في الشرائح. مال الأشخاص الذين قرأوا سردًا مغلوطًا إلى عدم ذكر العنصر المكتوب (الذي لم يروه بالفعل) مقارنةً بأفراد مجموعة المقارنة (28٪ مقابل 43٪)، بل وقاموا أيضًا بذكر العناصر التي رأوها ضمن قائمتهم (33٪ مقابل 26٪).
يعد تأثير التضليل مثالًا رئيسيًا على التداخل الارتجاعي الذي يحدث عندما تتداخل المعلومات المقدمة لاحقًا مع القدرة على الاحتفاظ بالمعلومات المشفرة مسبقًا. وبذلك، تعمل المعلومات الجديدة التي يتلقاها الشخص بشكل ارتجاعي لتشوه ذاكرة الحدث الأصلي. دُرِسَ تأثير التضليل منذ منتصف السبعينيات، وتُعتُبر إليزابيث لوفتس أحد أكثر الباحثين تأثيرًا في هذا المجال. يعكس تأثير التضليل خطيئتين أساسيتين في الذاكرة، هما: القابلية للإيحاء أي تأثير توقعات الآخرين على ذاكرتنا؛ والإسناد الخاطئ أي المعلومات المنسوبة إلى مصدر غير صحيح. كشفت الأبحاث التي درست تأثير التضليل المخاوف المتعلقة بديمومة الذاكرة وموثوقيتها.

## الطرق الأساسية
قاد كل من لوفتس وميلر وبيرنز (1978) دراسة تأثير التضليل الأساسية. عُرض على المشاركين سلسلة من الشرائح، ظهر في إحداها سيارة تقف أمام لافتة توقف. بعد مشاهدة الشرائح، قرأ المشاركون وصفًا لما شاهدوه. أُعطِي بعض المشاركين أوصافًا تحتوي على معلومات خاطئة ذكرت أن السيارة توقفت عند علامة إعطاء الأفضلية. بعد رؤية الشرائح وقراءة الوصف، سُئل المشاركون عن ما رأوه. كشفت النتائج أن المشاركين الذين أُعطوا معلومات خاطئة كانوا أكثر ميلًا للقول أنهم شاهدوا علامة إعطاء الأفضلية مقارنةً بالمشاركين الذين لم يتلقوا معلومات خاطئة.
يستمر استخدام طرق مماثلة في دراسات تأثير التضليل. اليوم، تتضمن الأساليب القياسية عرض حدث ما للأشخاص المشاركين في الدراسة، عادةً على شكل عرض شرائح أو فيديو. يتبع الحدث تأخير زمني وإدخال معلومات ما بعد الحدث. أخيرًا، يُعاد اختبار ذاكرة المشاركين في ما يخص الحدث الأصلي. مهدت هذه الدراسة الأصلية بواسطة لوفتس وآخرون الطريق لإعادة اختبار التأثير، مع البحث عن العمليات التي تسبب حدوثه في المقام الأول بالإضافة إلى كيفية تأثير الفروق الفردية على احتمال مواجهة الفرد له.

## أسباب عصبية
أشار التصوير الوظيفي بالرنين المغناطيسي في عام 2010 إلى نشاط مناطق معينة في الدماغ عند استعادة الذكريات الخاطئة. درس المشاركون الصور أثناء التصوير بالرنين المغناطيسي الوظيفي. لاحقًا، شاهدوا جملًا تصف الصور، بعضها يحتوي على معلومات تتعارض مع الصور، أي معلومات خاطئة. بعد يوم واحد، عاد المشاركون لاختبار ذاكرتهم للعناصر الموجودة في الصور. أظهرت النتائج أن بعض المشاركين خلقوا ذكريات خاطئة، إذ ذكروا معلومات الشرح اللفظي المتعارض مع الصور. خلال مرحلة الحدث الأصلي، وجد الباحثون نشاط متزايد في التلفيف المغزلي الأيسر والقشرة الصدغية/القذالية اليمنى مما قد يعكس الانتباه إلى التفاصيل المرئية، المرتبطة بذاكرة دقيقة لاحقة للعنصر (العناصر) المهمة. وبالتالي، يساهم ذلك في مقاومة تأثير التضليل اللاحق. ارتبط استرجاع الذكريات الحقيقية بإعادة تنشيط أكبر لقشرة حسية محددة، على سبيل المثال، القشرة القذالية للرؤية. تشير أبحاث تخطيط كهربية الدماغ حول هذه المسألة أيضًا إلى ارتباط استرجاع الذكريات الخاطئة بانخفاض الانتباه والمعالجة المتعلقة باسترجاع الذكريات الحقيقية.

## الأُهبة
لا يعاني جميع الأشخاص من تأثير التضليل بنفس القدر؛ إذ يمكن للسمات والصفات الفردية زيادة أو تقليل قابلية وقوع الفرد تحت تأثيره. تشمل هذه السمات والصفات: العمر وسعة الذاكرة العاملة والسمات الشخصية والقدرات التصويرية.

### العمر
ركزت العديد من الدراسات على دور تأثير التضليل في مختلف الفئات العمرية. كان الأطفال الصغار أكثر عرضة من الأطفال الأكبر سنًا والبالغين لتأثير التضليل. يكون الأطفال الصغار معرضون بشكل خاص لهذا التأثير بسبب صلته بالذكريات والمعلومات المحيطية، حيث تشير بعض الأدلة إلى أن تأثير التضليل يكون أقوى على الذاكرة الإضافية الموجودة منه على الذاكرة الجديدة المختلقة. يتضاعف هذا التأثير إذا كان مصدره على شكل سرد مقارنةً بالأسئلة.
بالإضافة إلى ذلك، يوجد وجهات نظر مختلفة فيما يتعلق بتعرض كبار السن لتأثير التضليل. تشير بعض الأدلة إلى أن كبار السن هم أكثر عرضة لتأثير التضليل من البالغين الأصغر سنًا. على عكس هذا المنظور، ترى دراسات أخرى أن البالغين الأكبر سنًا قد يرتكبون أخطاء أقل عندما يتعلق الأمر بتأثير التضليل مقارنةً بالأصغر سنًا، اعتمادًا على نوع السؤال المطروح ومجموعات المهارات المطلوبة في عملية الاسترجاع. يرى هذا المنظور المناقض أن عامل العمر -على الأقل لدى البالغين- يعتمد إلى حد كبير على القدرة المعرفية والتدهور المعرفي الذي يصاحب العمر، ليكون هو السبب النموذجي للتدهور الملاحظ عادةً.

### سعة الذاكرة العاملة
يكون الأفراد الذين يملكون ذاكرة عاملة أكبر أكثر قدرة على إنشاء صورة أكثر تماسكًا للحدث الأصلي. أجرى المشاركون في التجربة مهمة مزدوجة، وهي تذكر قائمة من الكلمات بالتزامن مع الحكم على دقة بعض العبارات الحسابية. كان المشاركون الأكثر دقة في المهمة المزدوجة أقل عرضة لتأثير التضليل؛ فهذا بدوره سمح لهم برفض المعلومات الخاطئة.

### السمات الشخصية
مؤشر مايرز بريغز للأنماط هو أحد أنواع الاختبارات المستخدمة في تقييم شخصيات المشاركين. عُرض على الأفراد نفس إجراء التضليل المستخدم في دراسة لوفتس الأصلية عام 1978 (انظر أعلاه). ثم جرى تقييم النتائج بحسب نوع الشخصية. كان المشاركون الانطوائيون الحدسيون أكثر ميل لقبول كل من المعلومات الدقيقة وغير الدقيقة بعد الحدث من المشاركين الانبساطيين الحسيين. لذلك، خمّن الباحثون أن الانطوائيين أكثر ميل لانخفاض ثقتهم بذاكرتهم ومن المرجح أن يقبلوا المعلومات الخاطئة. رُبِطَت الخصائص الشخصية الفردية، بما في ذلك التقمص الوجداني والامتصاص (حالة التدفق) والمراقبة الذاتية بارتفاع قابلية وقوع الشخص تحت تأثير التضليل.

### القدرات التصويرية
اختُبِر تأثير التضليل في الأفراد ذوي القدرات التصويرية (تصوير الذكريات) المتفاوتة. شاهد المشاركون حدثًا مصورًا متبوعًا ببيانات وصفية للأحداث في نموذج يحوي معلومات خاطئة تقليدي من ثلاث مراحل. كان المشاركون ذوو القدرات التصويرية العالية أكثر عرضة لتأثير التضليل من أولئك الذين يملكون قدرات أقل. جادل علماء النفس بأن المشاركين الذين يتمتعون بقدرات تصوير عالية كانوا أكثر ميلًا لتكوين صور حية للمعلومات الخاطئة عند الترميز أو الاسترجاع، وبالتالي كانوا أكثر قابلية للتأثر.

### المشاركون المزدوجون
تشير بعض الأدلة إلى أن المشاركين، إذا اجتمعوا معًا للمناقشة، يميلون إلى التأثير على ذاكرة بعضهم البعض. في المختبر، كان المشاركون المزدوجون الذين ناقشوا موضوعًا يحتوي على معلومات خاطئة أكثر ميلًا إلى إظهار درجة معينة من امتزاج الذاكرة، مما يشير إلى أن المعلومات الخاطئة قد انتقلت في ما بينهم.